# Raionul Volodîmîr, Volîn
Volodîmîr (în ucraineană Володимирський район, transliterat: Volodîmîrskîi raion) este un raion în regiunea Volîn, Ucraina. Are reședința la Volodîmîr.
Are o suprafață de 2.558,2 km². Populația este de 169.231 locuitori, determinată în 1 ianuarie 2022, prin evaluare.